# المتحف الوطني لتاريخ المرأة (الولايات المتحدة)
المتحف الوطني لتاريخ المرأة هو متحف ومنظمة تاريخ أمريكية تبحث وتجمع وتعرض مساهمات النساء في الحياة الاجتماعية والثقافية والاقتصادية والسياسية لأمريكا في سياق تاريخ العالم. تأسس المتحف في عام 1996 على يد كارين ستاسر. ويقدم المتحف حاليًا معرضًا عبر الإنترنت وبرامج تعليمية ومنحًا وبحوثًا.

## التاريخ
تأسس المتحف الوطني لتاريخ المرأة في عام 1996 على يد كارين ستاسر. يقوم المتحف حاليًا برعاية المعارض عبر الإنترنت وتوفير المواد التعليم. تأمل المنظمة في بناء متحف دائم مخصص لعرض التاريخ الجماعي للمرأة الأمريكية في واشنطن العاصمة.
حاولت المنظمة ابتداءًا من عام 2002 استئجار ملحق مكتب البريد القديم في شارع بنسلفانيا، لكن  لم يؤتِ هذا الجهد ثماره.
اعتبارًا من يونيو 2017 ، يحتفظ المتحف بوجوده عبر الإنترنت من خلال وسائل التواصل الاجتماعي وموقع إلكتروني شامل يستضيف العديد من المعارض عبر الإنترنت حيث يمكن للزوار التعرف على تاريخ المرأة الأمريكية. يعمل الموقع أيضًا كمنصة لتعزيز مهمة المنمة وتوليد الدعم.
أطلقت المنظمة في ربيع عام 2020 تاريخ كتابة المرأة: مشروع يوميات فيروس كورونا، وهي مبادرة مصممة لضمان عدم استبعاد الأصوات والخبرات الفريدة للنساء والفتيات من سرد قصة كوفيد 19. يمكن للنساء والفتيات من جميع الأعمار من خلال هذا المشروع المشاركة من خلال فعل بسيط يتمثل في تسجيل أفكارهن وخبراتهن اليومية خلال هذا الوقت من أجل توثيق تأثير وباء فيروس كورونا على حياة النساء. تلقت المنظمة أكثر من 500 مشاركة رقمية ومطبوعة على حد سواء، ونشرتها في موقع مصغر يمكن البحث فيه في 21 أكتوبر 2021. ونشرت صحيفة نيويورك تايمز في 21 أبريل 2022 مقتطفات من المشروع قائلةً: "النتيجة بعد ما يقرب من عامين و 500 مشاركة هي كبسولة زمنية غنية لتوثيق فترة الوباء، توجد أجزاء منها على موقع المتحف أو أُرشفت في خزانات في مدينة الإسكندرية بولاية فرجينيا. كما توجد قصائد مكتوبة بخط اليد؛ وملاحظات صوتية بين الأصدقاء الذين يعيشون بعيدًا عن بعضهم البعض؛ ورقصة تفسيرية مسجلة في غرفة نوم فردية؛ ولحاف مخيط يدويًا. تمتلئ هذه القطع الأثرية المادية والرقمية بالعاطفة والتفكير".
أقر الكونجرس الأمريكي في أواخر عام 2020 تشريعًا برقم PL 116-330 أصبح قانونًا في 13 يناير 2021 يوجه دار سك العملة الأمريكية للتشاور مع المتحف الوطني لتاريخ المرأة، وكذلك مبادرة تاريخ المرأة الأمريكية في مؤسسة سميثسونيان والتجمع النسائي للحزبين، لتحديد النساء الأميركيات البارزات لتكريمهن بطبع صورهن على على سلسلة ربع دولار على مدى أربع سنوات تبدأ في يناير 2022. تظهر النساء على العملات المعدنية المتداولة والخاصة ببرنامج نساء الربع دولار الأمريكيات. دُعي الجمهور لتقديم توصيات من خلال بوابة ويب تستضيفها المنظمة، وقُدمت أكثر من 11000 توصية للنظر فيها.
أعلن المتحف الوطني لتاريخ المرأة في عام 2022 عن شراكة مع مكتبة دي سي العامة. سيفتتح المتحف الوطني لصحة المرأة في ربيع عام 2023 أول معرض شخصي له في مكتبة مارتن لوثر كينغ جونيور التذكارية في واشنطن العاصمة لتخليد تاريخ حركات النسوية السوداء حتى اليوم. ينظم المعرض المؤرخين شيري إم راندولف وكندرا تي فيلد وسيركز على قصص وأصوات المنظمات والمُنظرات النسويات السود، بما في ذلك آنا جوليا كوبر وإليانور هولمز نورتون وماري تريدويل ونكينجي توري. سيقام المعرض في الطابق الأول من المكتبة.
رُكبت قواطع السقف الزجاجي في أكتوبر 2022 في مكتبة مكتبة مارتن لوثر كينغ جونيور التذكارية كجزء من الشراكة مع مكتبة دي سي العامة، لإحياء ذكرى اللحظة الأيقونية عندما كسرت نائبة الرئيس كامالا هاريس السقف الزجاجي لتصبح أول امرأة وأول شخص أسود وأول هندي أمريكي ينتخب نائبًا لرئيس الولايات المتحدة. عُرض التركيب في واشنطن العاصمة في فبراير 2021 في نصب لنكولن التذكاري. فاز المشروع مؤخرًا بثلاث ميداليات ذهبية في حفل توزيع جوائز أنثيم الافتتاحي لعام 2022، بالإضافة إلى الميدالية الفضية في مسابقة الشركات والمسؤولية الاجتماعية في الهواء الطلق في مهرجان كان ليونز الدولي لجوائز الإبداع 2021.

## روابط خارجية
- الموقع الرسمي
- المرأة تكتب التاريخ: مشروع يوميات فيروس كورونا
- حملة من أجل حق الاقتراع